# Девід Говард Торнтон
Девід Говард Торнтон (англ. David Howard Thornton; нар. 30 листопада 1979) — американський актор, знаний завдяки ролі клоуна Арта з франшизи «Жахливий», яку виконав у «Жахливому» (2016), «Театрі володарки миру» (2020), «Жахливому 2» (2022), «Дірці від бублика» (2023) і «Жахливому 3» (2024). Виконав й інші різноманітні ролі в кіно, на телебаченні та у відеоіграх, зокрема «Two Worlds II: Pirates of the Flying Fortress» (2011), «Ride to Hell: Retribution» (2013), «Invizimals: The Lost Kingdom» (2013), «Ґотем» (2017), «Найсміливіший лицар» (2019), «Невідкладність» (2019), «Шлях Алми» (2021) і головну роль Ґрінча у «Злому» (2022).

## Кар'єра
Озвучував різних персонажів кіно, аніме, на телебаченні та у відеоіграх. 2011 року озвучив Малвіка, Волрана і Тенго у «Two Worlds II: Pirates of the Flying Fortress», 2013 року — Анвіла, Доктора Блоттера та Беггі Майнера у «Ride to Hell: Retribution» та Шизоку, Металевого Матта та Токсітоада в «Invizimals: The Lost Kingdom». 2015 року озвучував манґу «Міс Хокусай». У 2016—2017 роках виконував роль Джокера в фанатському вебсеріалі «Nightwing: Escalation», а пізніше з'являвся в «Ґотемі», обидва проєкти містили персонажів DC Comics.
2016 року зіграв клоуна Арта у фільмі «Жахливий», який став культовим. За цю роль отримав номінацію на премію «Fangoria Chainsaw» за найкращу чоловічу роль другого плану. Це перший випадок появи клоуна Арта у повнометражному фільмі з франшизи «Жахливий». 2022 року повторив роль у продовженні «Жахливий 2». Критики добре прийняли фільм і він був популярним серед глядачів у прокаті, зібравши понад 15 мільйонів доларів при бюджеті у 250 000 доларів. 2022 року зіграв Ґрінча у «Злому», основаному на казці «Як Ґрінч украв Різдво!».
Повторив роль клоуна Арта в серіалі 2023 року «Дірка від бублика» від Peacock. А також стало відомо про нову частину «Жахливого 3». З'явився як Гравець 2 у фільмі «Стрім» 2024 року. Він приєднався до акторського складу фільму «Ніч живих мерців II» і «Крикоплавчик». 2024 року вийшла стрічка «Жахливвий 3» у якій він виконав роль клоуна Арта. Того ж року з'явився у кліпі «A Work of Art» американського гурту «Ice Nine Kills» як клоун Арт.

## Фільмографія
| Рік       |    | Українська назва                              | Оригінальна назва                             | Роль               |
| --------- | -- | --------------------------------------------- | --------------------------------------------- | ------------------ |
| 2011      | вг | Two Worlds II: Pirates of the Flying Fortress | Two Worlds II: Pirates of the Flying Fortress | різні ролі         |
| 2013      | вг | Ride to Hell: Retribution                     | Ride to Hell: Retribution                     | різні ролі         |
| 2013      | вг | Invizimals: The Lost Kingdom                  | Invizimals: The Lost Kingdom                  | різні ролі         |
| 2015      | мф | Міс Хокусай                                   | Miss Hokusai                                  | різні ролі         |
| 2016—2017 | с  |                                               | Nightwing: Escalation                         | Джокер             |
| 2016      | ф  | Жахаючий                                      | Terrifier                                     | клоун Арт          |
| 2017      | с  | Готем                                         | Gotham                                        | прибиральник       |
| 2019      | ф  | Невідкладність                                | The Exigency                                  | Бамбо              |
| 2019      | с  | Найхоробріший лицар                           | The Bravest Knight                            | Біллі Гоатс / Ньют |
| 2020      | с  |                                               | Mistress Peace Theatre                        | клоун Арт          |
| 2021      | с  | Шлях Алми                                     | Alma's Way                                    | SFX Box            |
| 2021      | ф  |                                               | The Dark Offerings                            | Тім Кобб           |
| 2022      | ф  | Жахаючий 2                                    | Terrifier 2                                   | клоун Арт          |
| 2022      | ф  | Злий                                          | The Mean One                                  | Ґрінч              |
| 2023      | с  | Дірка від бублика                             | Bupkis                                        | клоун Арт          |
| 2024      | ф  | Стрім                                         | Stream                                        | Гравець 2          |
| 2024      | ф  | Жахаючий 3                                    | Terrifier 3                                   | клоун Арт          |
| 2025      | ф  | Крикоплавчик                                  | Screamboat                                    | Крикоплавчик Віллі |

## Визнання
| Рік  | Нагорода          | Категорія                    | Номінована робота | Результат | Джерело |
| ---- | ----------------- | ---------------------------- | ----------------- | --------- | ------- |
| 2019 | Fangoria Chainsaw | Найращий актор другого плану | Жахливий          | Номінація | [ 4 ]   |